# Roger Bacon
Roger Bacon (1214-1294), også kendt som Doctor Mirabilis, var en engelsk filosof og Franciskanermunk, der betragtes som en af de første fortalere for videnskabelig metode i Europa. Han fødtes i Ilchester, Somerset (England) og blev magister fra Oxford Universitet, hvor han bl.a. underviste i Aristoteles.

## Liv
Bacon sendtes i sin tidlige ungdom til Oxford, hvor han studerede under Robert Greathead og
Adam Marisco. I Paris, der dengang var studiernes midtpunkt, hvor de berømte skolastikere lærte, tilbragte han derefter en længere årrække, men utilfreds med den herskende filosofi og videnskabelige metode fandt han i den i øvrigt ganske ubekendte Petrus de Mahariscuria en lærer, der viste ham nye veje.
Bacon indtrådte i Franciskanerordenen og er måske allerede i Paris optrådt som lærer; i hvert
fald underviste han offentlig, efter at han c. 1250 var vendt hjem til Oxford, og vakte herved en sådan forargelse, at ordensgeneralen, den berømte Bonaventura, lod ham sende til Paris,
hvor han 10 år holdtes indespærret i et kloster og forhindredes i al videnskabelig virksomhed.
Rygterne om hans sjældne lærdom og ejendommelige personlighed havde imidlertid vakt kardinal Guido Fulcodis interesse, og da denne havde besteget pavestolen som Clemens IV, opfordrede han Bacon til skriftligt at meddele ham sine lærdomme. Heraf fremgik Bacons værk Opus Majus, der suppleredes ved Opus Minus og Opus Tertium, der skaffede ham friheden tilbage.
Bacon tilbragte nu atter nogle år ved sine studier i Oxford. Men efter pavens død blev han på foranledning af ordenens ny general Girolamo d'Ascoli atter fængslet og forblev nu i fangenskab i 14 år, indtil d'Ascoli, der imidlertid, var blevet pave Nicolaus IV, var død; kort efter døde Bacon.
De foregivne grunde til hans fængsling var visse ved astrologi og magi forårsagede falske og farlige lærdomme, de virkelige den kritik, Bacon anvendte på den herskende filosofi, og de skarpe angreb, han rettede mod tidens store lærere, navnlig Albertus Magnus og Alexander fra Hales.

## Filosofi
Bacons kritik gjaldt først og fremmest metoden. Det system, der i hans tid byggedes op på grundlag af den større kendskab til Aristoteles, som man havde fået gennem araberne, var efter Bacons opfattelse uselvstændigt, afhængigt af tradition og autoritet, og han krævede langt grundigere indsigt i den græske filosofi samt et selvstændigt studium af naturen.
Kundskab i græsk, hebraisk, syrisk og arabisk er nødvendig, da oversættelserne var utilstrækkelige, og sprogstudierne er forudsætningen for, at Aristoteles, som Bacon mente var alle tiders ypperste tænker, kan forstås helt, samt for, at Bibelen kan blive renset for fejl.
Matematik og naturvidenskaber er ganske forsømte, således astronomien, der frembyder utallige problemer; Bacon står tvivlrådig over for de vigtigste tanker i det ptolemæiske system, og han påpeger nødvendigheden af den reform af kalenderen, som først gennemførtes tre hundrede år senere.
Han kritiserer skolastikkens misbrug af den formelle logik og lægger ikke hovedvægten på metafysiske spekulationer men på erkendelsesteori, psykologi og etik. Filosofien er for ham - og her stemmer han overens med sine samtidige Albertus og Thomas – ikke teologiens slavinde.
Begge er de udtryk for livets og verdens dybeste og sandeste indhold, og filosofien udtrykker i tankens form, hvad religionen mystisk gemmer; hos de gamle patriarker og hos de græske tænkere så vel som i kristendommen er denne gennem alt virkende ånd åbenbaret.
Til substansproblemet, der ved den større kendskab til Aristoteles træder i forgrunden i den senere middelalders tænkning, siger Bacon, at ethvert substans er sammensat af form og stof, og at ingen af disse har selvstændig eksistens; der er således ingen substans uden stof, og det materielle princip er ikke det rene kvalitetsløse stof, men den sammensatte substans.
Som følge heraf måtte Bacon også hævde, at det universelle ikke har selvstændig eksistens og ikke er til forud for de enkelte fænomener, men at det hører med til disses væsen at være enkelte ytringsformer for del universelle. Bacon indtager altså en selvstændig stilling mellem realismen og nominalismen, og samme oprindelige præg finder vi i hans psykologi.
Af sjælens tre dele betegner den vegetative forbindelsen med legemet, og den sensitive består af sansningen, der fremkalder fornemmelserne, indbildningskraften, hvori forestillingerne dannes og udformes, og erindringen, hvori de bevares; den tænkende del, der selv alene er skabt, og som frembringer de to andre, udgår fra og oplyses af den i alt virkende verdensånd, som har sin kilde i Gud.
Hver enkelt tænkende sjæl er således evig og udødelig, og Bacon angriber stærkt Averroes' lære om sjælens opgåen i verdenssjælen. Ligesom i sjælelæren er Bacon også i etikken under stærk græsk, navnlig Aristoteles', påvirkning. Han gik i det hele i langt højere grad end nogen i hans samtid til kilderne.
Om hans indsigt vidner også hans endnu bevarede lærebog i græsk grammatik og mange spredte glimt af en hidtil ukendt forståelse af, hvilke værdier der lå gemt i arven fra det gamle Hellas. Bacon var påvirket af den græske luftning, der strøg ind over normannernes og hohenstaufernes Syditalien og er selv en blænker for renæssancen, der skulle komme. Hans vidtløftige forfatterskab er kun delvis bevaret.